# Època de Planck
L'època de Planck, en cosmologia, és el més primer període en la història de l'univers, el que s'esdevingué entre zero i 10-43 segons (un temps de Planck). En aquest temps, les quatre forces fonamentals estaven unificades i no existien partícules elementals. El nom és un homenatge al físic alemany Max Planck.
La mecànica quàntica estàndard diu que no té sentit parlar d'intervals més petits que un temps de Planck o de distàncies més petites que una longitud de Planck. En conseqüència, la història de l'univers s'ha d'explicar a partir del moment en què culmina el primer temps de Planck. Igualment, el volum de l'univers s'ha de comptar a partir de la primera longitud de Planck.
En l'actualitat (2008), no es coneix una teoria generalment acceptada que unifiqui la mecànica quàntica i la gravetat relativista.